# فرماندهی تانک-خودرو و تسلیحات ارتش ایالات متحده آمریکا (تکام)
 فرماندهی تانک-خودرو و تسلیحات ارتش ایالات متحده آمریکا به انگلیسی United States Army Tank-automotive and Armaments Command
(TACOM)
کل مجموعه ای که مقر TACOM را در خود جای داده‌است در جایی که به عنوان دیترویت آرسنال شناخته می‌شود قرار دارد. TACOM دارای تأسیسات وابسته است که در انبار ارتش آنیستون در آلاباما، انبار ارتش رد ریور در تگزاس، انبار ارتش سیرا در کالیفرنیا، و واترولیت آرسنال در نیویورک واقع شده‌اند، و تعداد قابل توجهی پرسنل مستقر در راک آیلند آرسنال، ایلینوی، و مرکز سرباز ناتیک دارد.
دیترویت آرسنال همچنین دارای آزمایشگاه‌ها و امکانات برای فناوری و مهندسی وسایل نقلیه زمینی، مرکز سیستم‌های خودرو زمینی CCDC نیروهای مسلح ایالات متحده آمریکا (GVSC) است که قبلاً به عنوان مرکز تحقیقات، توسعه و مهندسی خودرو تانک ارتش ایالات متحده (TARDEC) شناخته می‌شد.